# Romioi

L’empire byzantin au cours des siècles.

Le terme Romioi (Ῥωμιός / Rōmiós au singulier), parfois francisé en Romées, désigne les citoyens romains habitant l’Empire romain d'Orient (ou Romanie, 395-1453) et ses états successeurs : Despotat d'Épire, Despotat de Morée, Principauté de Théodoros et Empire de Trébizonde (que pour leur part, les « Latins » appellent « États grecs »).

## Origine et dérivés du nom
Romioi est l’endonyme utilisé par les habitants de l’Empire romain d’Orient pour se désigner eux-mêmes. Comme l’Empire, que nous appelons « byzantin » depuis que Jérôme Wolf a forgé ce terme au XVIe siècle, était en fait l’Empire romain d’Orient, sa capitale Constantinople était dénommée la « seconde Rome » ou « Rome d’Orient ». Les citoyens de l’Empire étaient pour la plupart de langue grecque, mais parlaient aussi des langues romanes dans les exarchats de Carthage et de Ravenne, dans le catépanat d'Italie et dans les Balkans (thraco-romains à l’origine des langues romanes orientales) : ceux-là se désignaient eux-mêmes comme romani (mot qui, dans les Balkans, a donné « aroumains » et « roumains »). Au XIVe siècle, lors de la conquête de l’Empire byzantin par les Ottomans, ceux-ci appelèrent la péninsule balkanique « Roumélie », du turc Rûm-eli « le pays des Romains ». Les arabes et les turcs appelèrent aussi les Romées Rum, nom qui signifie « romain », mais qui finit par désigner, dans l’Empire ottoman, les chrétiens orthodoxes.
En Europe occidentale, dès avant le schisme de 1054, la papauté préféra, pour des raisons géopolitiques, se rapprocher des empereurs Francs puis Germaniques plutôt que Romains d’Orient. Tant le pape que ces Empereurs occidentaux revendiquèrent pour eux-mêmes le droit d’être considérés comme les continuateurs de l’Empire romain. Dès lors, en occident, les Romioi furent appelés « Grecs » avec un sens méprisant. Cette distinction fut confirmée par la pape Léon III à Noël 800, lors du couronnement de l’empereur Charlemagne. Et c’est dans cet esprit que Jérôme Wolf inventa en 1557 le terme « byzantin » qui provient du nom antique de la ville de Constantinople : Byzance. Toutefois jusqu’à la fin du XVIIIe siècle le mot « byzantin » resta confidentiel, et ce n’est qu’en 1857 que l’expression Empire byzantin, pour désigner ce qu’on appelait alors la « période du bas-empire », est utilisée pour la première fois par un historien moderne: George Finlay, dans son Histoire de l’Empire byzantin de 716 à 1057. Cette position envers l’Empire romain d'Orient s’est maintenue jusqu’au milieu du XXe siècle, puis l’histoire des Romées fut réévaluée et le terme est désormais accepté par la communauté des chercheurs, mais dans la littérature et le grand public d’Occident, plus de mille ans de dévalorisation ont laissé de profondes traces, et l’Empire d’Orient est encore généralement présenté négativement.
Le prénom Roméo, également donné comme surnom à saint Roméo de Limoges, est la forme italienne de « Romée ». En Italie, la route nationale (strada statale) no 309 de Ravenne à Mestre à travers l'ancienne « Venise maritime » est dénommée la Romea en référence à l'Italie byzantine.

## Sources
1. ↑  John H. Rosser, Historical Dictionary of Byzantium, 2012, p.2 : « "Byzantium" and "Byzantine Empire", became more widespread in England and elsewhere in Europe and America only in the second half of the 19th Century. George Finlay's History of the Byzantine Empire from 716 to 1057, published in 1857, was the first occasion of "Byzantine Empire" being used in a modern historical narrative in English ».
2. ↑  John H. Rosser, Historical Dictionary of Byzantium, 2012, p. 2 : « "Byzantium" and "Byzantine Empire", became more widespread in England and elsewhere in Europe and America only in the second half of the 19th Century. George Finlay's History of the Byzantine Empire from 716 to 1057, published in 1857, was the first occasion of "Byzantine Empire" being used in a modern historical narrative in English ».
3. ↑  Louis Bréhier, Vie et mort de Byzance, Albin Michel, coll. « Bibliothèque de l'évolution de l'humanité », 2006, 632 p.  (ISBN 2226171029)
4. ↑  Voir le vocabulaire des croisades et de la reconquista et Clifton R. Fox, (en) What, if anything, is a Byzantine ?, Lone Star College, Tomball 1996 :  vu le 21 oct. 2009
5. ↑  Iginio Gallimberti, « La strada romea », Le Strade n° 11, an 32, Touring Club Italien, ed. Gallimberti, Milan 1952, pp. 317-322, .

- (it) Cet article est partiellement ou en totalité issu de l’article de Wikipédia en italien intitulé « Romei » (voir la liste des auteurs).